# Eta Leporis
Eta Leporis is een Type-F hoofdreeksster in het sterrenbeeld lepus (haas) met magnitude van +3,719 en met een spectraalklasse van F2.V. De ster bevindt zich 48,78 lichtjaar van de zon.
Men vermoedt een puinschijf rond Eta Leporis gelegen van 1 tot 16 AU van de ster.